# Typhlotanais elegans
Typhlotanais elegans är en kräftdjursart som beskrevs av Rosalia Konstantinovna Kudinova-Pasternak 1978. Typhlotanais elegans ingår i släktet Typhlotanais och familjen Nototanaidae. Inga underarter finns listade i Catalogue of Life.